# Jan Marek (Eishockeyspieler, 1947)
Jan Marek (* 25. Juli 1947 in der Tschechoslowakei) ist ein ehemaliger tschechoslowakischer Eishockeytorwart.

## Karriere
In den Jahren 1974 bis 1978 spielte er für den Krefelder EV in der Eishockey-Bundesliga und wurde 1977 mit ihnen Vizemeister. Nachdem der KEV im Jahre 1978 Konkurs anmelden musste, wechselte er zur DEG. Hier spielte er bis 1982.
Jan Marek ist verheiratet und hat drei Töchter.